# Maria Sílvia
Maria Sílvia Menezes Aguiar (São Paulo, 16 de fevereiro de 1944 — Rio de Janeiro, 26 de julho de 2009) foi uma atriz brasileira.
Maria Silvia começou a carreira artística no fim da década de 1960, no teatro. Em 1973, ela estreou no cinema, em Joanna Francesa, sob a direção de Cacá Diegues. Com extensa filmografia, a atriz atuou em mais 28 filmes, de diretores renomados. Maria Sílvia estreou na TV no fim da década de 1970, Sua primeira novela foi O Astro (1977), na Rede Globo.
Maria Sílvia, morreu às dia 26 de julho de 2009, vítima do câncer no pulmão. No começo do ano de 2009, a paulistana descobriu o câncer, mas perdeu a batalha contra a doença.

## Filmografia

### Na televisão
| Ano  | Título                             | Personagem        | Notas                            | Emissora      |
| ---- | ---------------------------------- | ----------------- | -------------------------------- | ------------- |
| 1977 | O Astro                            | Tânia             |                                  | Rede Globo    |
| 1979 | Plantão de Polícia                 | —                 | Episódio: "Mulher de Bandido"    | Rede Globo    |
| 1980 | Malu Mulher                        | Dalva             | Episódio: "Com Que Roupa?"       | Rede Globo    |
| 1988 | O Pagador de Promessas             | Dona Coló         |                                  | Rede Globo    |
| 1988 | Olho por Olho                      | Maria             |                                  | Rede Manchete |
| 1989 | Kananga do Japão                   | Brígida           |                                  | Rede Manchete |
| 1990 | A História de Ana Raio e Zé Trovão | Fifi              | Episódio: "A Rua do Salto"       | Rede Manchete |
| 1990 | Fronteiras do Desconhecido         | Edwiges           |                                  | Rede Manchete |
| 1992 | Tereza Batista                     | Badé              |                                  | Rede Globo    |
| 1993 | Você Decide                        | Marilu            | Episódio: "Escrito nas Estrelas" | Rede Globo    |
| 1994 | Você Decide                        | —                 | Episódio: "Corações Partidos"    | Rede Globo    |
| 1994 | Memorial de Maria Moura            | Jove              |                                  | Rede Globo    |
| 1997 | A Justiceira                       | Mirta             | Episódio: "Eternos Diamantes"    | Rede Globo    |
| 1998 | Torre de Babel                     | Dirce             |                                  | Rede Globo    |
| 1998 | Mulher                             | Jussara           | Episódio: "Compulsão"            | Rede Globo    |
| 2000 | Brava Gente                        | Ivone             | Episódio: "O Casamento Enganoso" | Rede Globo    |
| 2001 | Porto dos Milagres                 | Dona Clotina      | Participação Especial            | Rede Globo    |
| 2001 | As Filhas da Mãe                   | Mendiga           | Participação Especial            | Rede Globo    |
| 2003 | Chocolate com Pimenta              | Vizinha de Aninha | Participação Especial            | Rede Globo    |
| 2005 | Alma Gêmea                         | Jaçuí Anauê       | Participação Especial            | Rede Globo    |
| 2006 | Páginas da Vida                    | Marlene           | Participação Especial            | Rede Globo    |
| 2006 | Vidas Opostas                      | Mercedes          |                                  | Rede Record   |
| 2007 | Caminhos do Coração                | Magda             |                                  | Rede Record   |
| 2008 | Chamas da Vida                     | Miriam Resende    |                                  | Rede Record   |
| 2009 | Os Mutantes - Caminhos do Coração  | Magda             |                                  | Rede Record   |

### No cinema
| Ano  | Título                           | Personagem                | Notas                          |
| ---- | -------------------------------- | ------------------------- | ------------------------------ |
| 1973 | Joanna Francesa                  | —                         |                                |
| 1976 | Gordos e Magros                  | Edméia, namorada do Magro |                                |
| 1976 | Marília e Marina                 | —                         |                                |
| 1976 | Assuntina das Amérikas           | —                         |                                |
| 1976 | Perdida                          | Estela/Janete             |                                |
| 1977 | Ajuricaba, o Rebelde da Amazônia | Cabocla                   |                                |
| 1977 | Esse Rio Muito Louco             | —                         | Segmento: "A Louca de Ipanema' |
| 1977 | Anchieta, José do Brasil         | Sandra Ribeiro            |                                |
| 1977 | Mar de Rosas                     | Mulher no trem            |                                |
| 1978 | O Bandido Antonio Dó             | —                         |                                |
| 1978 | A Queda                          | —                         |                                |
| 1978 | Tudo Bem                         | Aparecida de Fátima       |                                |
| 1980 | Cabaret Mineiro                  | —                         |                                |
| 1981 | Eu Te Amo                        | —                         |                                |
| 1981 | Amor e Traição                   | Isaltina                  |                                |
| 1982 | Luz del Fuego                    | Ivonete                   |                                |
| 1983 | Janete                           | Presidiária Tita          |                                |
| 1983 | O Mágico e o Delegado            | —                         |                                |
| 1984 | Patriamada                       | —                         |                                |
| 1984 | Noites do Sertão                 | Dona-Dona                 |                                |
| 1984 | Dois Homens Para Matar           | Wilma                     |                                |
| 1984 | Águia na Cabeça                  | Solange                   |                                |
| 1986 | Ópera do Malandro                | Victoria Struedel         |                                |
| 1987 | Ele, o Boto                      | Tia                       |                                |
| 1988 | Romance                          | —                         |                                |
| 1989 | Minas-Texas                      | Aída                      |                                |
| 1995 | Sombras de Julho                 | —                         |                                |
| 1995 | Yemanján tyttäret                | Vendedora ambulante       |                                |
| 1996 | Como Nascem os Anjos             | Dona Conceição            |                                |
| 1998 | Amor & Cia                       | Margarida                 |                                |
| 2001 | Uma Vida em Segredo              | Sá Milurde                |                                |
| 2004 | O Diabo a Quatro                 | Odisséia                  |                                |
| 2005 | Desejo                           | Dona Odete                | Curta-metragem                 |

## No teatro[3]
- 1970 - A Vida Escrachada de Joana Martini e Baby Stompanato
- 1974 - Gran Circo Gonzag
- 1975 - Viva O Cordão Encarnado
- 1977 - Os Cigarras e Os Formigas
- 1979 - Comitê da Vila Maria
- 1984 - Galvez, o Imperador do Acre